# Tentyria rotundata
Tentyria rotundata es una especie de escarabajo del género Tentyria, tribu Tentyriini, familia Tenebrionidae. Fue descrita científicamente por Brulle en 1832.
Se mantiene activa durante todos los meses del año excepto en enero.

## Descripción
Es un escarabjo oscuro de unos 20 milímetros de longitud.

## Distribución
Se distribuye por Grecia, Turquía, Bulgaria, Macedonia del Norte e Irán.